# Allaines-Mervilliers
Allaines-Mervilliers är en kommun i departementet Eure-et-Loir i regionen Centre-Val de Loire i norra Frankrike. Kommunen ligger i kantonen Janville som tillhör arrondissementet Chartres. År 2018 hade Allaines-Mervilliers 303 invånare.

## Befolkningsutveckling
Antalet invånare i kommunen Allaines-Mervilliers
Referens:INSEE